# Едгар Давідс
Едгар Да́відс (нід. Edgar Davids, нар. 13 березня 1973, Парамарибо) — нідерландський футболіст суринамського походження, півзахисник. По завершенні ігрової кар'єри — спортивний функціонер. Зачіска з довгими дредами та захисні окуляри від глаукоми зробили його одним з найбільш впізнаваних гравців своєї епохи. Входить до списку ФІФА 100.

## Клубна кар'єра
Вихованець футбольної школи клубу «Аякс». Дорослу футбольну кар'єру розпочав 1991 року в основній команді того ж клубу, в якій провів п'ять сезонів, взявши участь у 106 матчах чемпіонату. Більшість часу, проведеного у складі «Аякса», був основним гравцем команди. За цей час тричі виборював титул чемпіона Нідерландів, ставав володарем Кубка Нідерландів, володарем Кубка УЄФА, переможцем Ліги чемпіонів УЄФА, володарем Міжконтинентального кубка та володарем Суперкубка УЄФА.
Протягом 1996—1998 років захищав кольори «Мілану».
Своєю грою за останню команду привернув увагу представників тренерського штабу клубу «Ювентус», до складу якого приєднався 1998 року. Відіграв за «стару синьйору» наступні шість сезонів своєї ігрової кар'єри. Граючи у складі «Ювентуса» також здебільшого виходив на поле в основному складі команди. За цей час додав до переліку своїх трофеїв два титули чемпіона Італії, ставав дворазовим володарем Суперкубка Італії з футболу та володарем Кубка Інтертото. Крім того, 2004 року віддавався в оренду до «Барселони», проте заграти в основному складі не зміг.
Згодом, з 2004 по 2008 рік, грав у складі, «Інтера», «Тоттенхем Хотспур» та «Аякса». Протягом цих років додав до переліку своїх трофеїв ще один титул володаря Кубка Нідерландів та ставав володарем Кубка Італії.
Завершив професійну ігрову кар'єру у клубі «Крістал Пелес», за який виступав 2010 року.
2012 року відновив виступи на футбольному полі як граючий тренер англійського нижчолігового клубу «Барнет».

## Виступи за збірну
1994 року дебютував в офіційних матчах у складі національної збірної Нідерландів. Протягом кар'єри у національній команді, яка тривала 12 років, провів у формі головної команди країни 74 матчі, забивши 6 голів.
У складі збірної був учасником чемпіонату Європи 1996 року в Англії, чемпіонату світу 1998 року у Франції, чемпіонату Європи 2000 року у Бельгії та Нідерландах та чемпіонату Європи 2004 року у Португалії.
| Дата       | Місто         | Господарі          | Результат        | Гості              | Турнір            | Голи | Примітки |
| ---------- | ------------- | ------------------ | ---------------- | ------------------ | ----------------- | ---- | -------- |
| 20-4-1994  | Тілбург       | Нідерланди         | 0 – 1            | Ірландія           | товариський матч  | -    |          |
| 18-1-1995  | Утрехт        | Нідерланди         | 0 – 1            | Франція            | товариський матч  | -    | 77'      |
| 7-6-1995   | Мінськ        | Білорусь           | 1 – 0            | Нідерланди         | Відбір до ЧЄ 1996 | -    |          |
| 15-11-1995 | Роттердам     | Нідерланди         | 3 – 0            | Норвегія           | Відбір до ЧЄ 1996 | -    | 56'      |
| 13-12-1995 | Ліверпуль     | Нідерланди         | 2 – 0            | Ірландія           | Відбір до ЧЄ 1996 | -    |          |
| 29-5-1996  | Тілбург       | Нідерланди         | 2 – 0            | КНР                | товариський матч  | -    | 46'      |
| 4-6-1996   | Роттердам     | Нідерланди         | 3 – 1            | Ірландія           | товариський матч  | -    |          |
| 10-6-1996  | Бірмінгем     | Нідерланди         | 0 – 0            | Шотландія          | ЧЄ 1996           | -    |          |
| 13-6-1996  | Бірмінгем     | Швейцарія          | 0 – 2            | Нідерланди         | ЧЄ 1996           | -    | 80'      |
| 25-5-1998  | Арнем         | Нідерланди         | 0 – 0            | Камерун            | товариський матч  | -    | 19', 71' |
| 1-6-1998   | Ейндговен     | Нідерланди         | 5 – 1            | Парагвай           | товариський матч  | -    | 46'      |
| 5-6-1998   | Амстердам     | Нідерланди         | 5 – 1            | Нігерія            | товариський матч  | -    | 46'      |
| 20-6-1998  | Марсель       | Нідерланди         | 5 – 0            | Південна Корея     | ЧС 1998           | -    |          |
| 25-6-1998  | Сент-Етьєн    | Нідерланди         | 2 – 2            | Мексика            | ЧС 1998           | -    |          |
| 29-6-1998  | Тулуза        | Нідерланди         | 2 – 1            | Югославія          | ЧС 1998           | 1    |          |
| 4-7-1998   | Марсель       | Нідерланди         | 2 – 1            | Аргентина          | ЧС 1998           | -    |          |
| 7-7-1998   | Марсель       | Бразилія           | 1 – 1 (4-2 п.п.) | Нідерланди         | ЧС 1998           | -    | 60'      |
| 11-7-1998  | Париж         | Нідерланди         | 1 – 2            | Хорватія           | ЧС 1998           | -    | 88'      |
| 10-10-1998 | Ейндговен     | Нідерланди         | 2 – 0            | Перу               | товариський матч  | -    |          |
| 13-10-1998 | Арнем         | Нідерланди         | 0 – 0            | Гана               | товариський матч  | -    |          |
| 10-2-1999  | Париж         | Португалія         | 0 – 0            | Нідерланди         | товариський матч  | -    |          |
| 31-3-1999  | Амстердам     | Нідерланди         | 1 – 1            | Аргентина          | товариський матч  | 1    | 57', 73' |
| 5-6-1999   | Сальвадор     | Бразилія           | 2 – 2            | Нідерланди         | товариський матч  | -    | 50'      |
| 8-6-1999   | Гоянія        | Бразилія           | 3 – 1            | Нідерланди         | товариський матч  | -    | 90', 90' |
| 4-9-1999   | Роттердам     | Нідерланди         | 5 – 5            | Бельгія            | товариський матч  | 2    | 51'      |
| 13-11-1999 | Ейндговен     | Нідерланди         | 1 – 1            | Чехія              | товариський матч  | -    |          |
| 23-2-2000  | Амстердам     | Нідерланди         | 2 – 1            | Німеччина          | товариський матч  | -    | 88'      |
| 29-3-2000  | Брюссель      | Бельгія            | 2 – 2            | Нідерланди         | товариський матч  | -    | 78', 79' |
| 26-4-2000  | Арнем         | Нідерланди         | 0 – 0            | Шотландія          | товариський матч  | -    |          |
| 4-6-2000   | Лозанна       | Нідерланди         | 3 – 1            | Польща             | товариський матч  | -    | 46'      |
| 11-6-2000  | Амстердам     | Нідерланди         | 1 – 0            | Чехія              | ЧЄ 2000           | -    |          |
| 16-6-2000  | Роттердам     | Данія              | 0 – 3            | Нідерланди         | ЧЄ 2000           | -    |          |
| 20-6-2000  | Амстердам     | Франція            | 2 – 3            | Нідерланди         | ЧЄ 2000           | -    | 81'      |
| 25-6-2000  | Роттердам     | Нідерланди         | 6 – 1            | Югославія          | ЧЄ 2000           | -    |          |
| 29-6-2000  | Амстердам     | Нідерланди         | 1 – 3 (1-3 п.п.) | Італія             | ЧЄ 2000           | -    | 50'      |
| 7-10-2000  | Нікосія       | Кіпр               | 0 – 4            | Нідерланди         | Відбір до ЧС 2002 | -    | 28'      |
| 11-10-2000 | Роттердам     | Нідерланди         | 0 – 2            | Португалія         | Відбір до ЧС 2002 | -    |          |
| 15-11-2000 | Севілья       | Іспанія            | 1 – 2            | Нідерланди         | товариський матч  | -    |          |
| 28-2-2001  | Амстердам     | Нідерланди         | 0 – 0            | Туреччина          | товариський матч  | -    |          |
| 24-3-2001  | Барселона     | Андорра            | 0 – 5            | Нідерланди         | Відбір до ЧС 2002 | -    | 46'      |
| 28-3-2001  | Порту         | Португалія         | 2 – 2            | Нідерланди         | Відбір до ЧС 2002 | -    | 38'      |
| 15-8-2001  | Лондон        | Англія             | 0 – 2            | Нідерланди         | товариський матч  | -    | 46'      |
| 6-10-2001  | Арнем         | Нідерланди         | 4 – 0            | Андорра            | Відбір до ЧС 2002 | -    |          |
| 10-11-2001 | Копенгаген    | Данія              | 1 – 1            | Нідерланди         | товариський матч  | -    |          |
| 13-2-2002  | Амстердам     | Нідерланди         | 1 – 1            | Англія             | товариський матч  | -    | 46'      |
| 19-5-2002  | Фоксборо      | США                | 0 – 2            | Нідерланди         | товариський матч  | -    |          |
| 21-8-2002  | Осло          | Норвегія           | 0 – 1            | Нідерланди         | товариський матч  | 1    | 46'      |
| 7-9-2002   | Ейндговен     | Нідерланди         | 3 – 0            | Білорусь           | Відбір до ЧЄ 2004 | 1    | 70'      |
| 16-10-2002 | Відень        | Австрія            | 0 – 3            | Нідерланди         | Відбір до ЧЄ 2004 | -    |          |
| 20-11-2002 | Гельзенкірхен | Німеччина          | 1 – 3            | Нідерланди         | товариський матч  | -    |          |
| 12-2-2003  | Амстердам     | Нідерланди         | 1 – 0            | Аргентина          | товариський матч  | -    |          |
| 29-3-2003  | Роттердам     | Нідерланди         | 1 – 1            | Чехія              | Відбір до ЧЄ 2004 | -    |          |
| 2-4-2003   | Тирасполь     | Молдова            | 1 – 2            | Нідерланди         | Відбір до ЧЄ 2004 | -    |          |
| 30-4-2003  | Ейндговен     | Нідерланди         | 1 – 1            | Португалія         | товариський матч  | -    | 46'      |
| 20-8-2003  | Брюссель      | Бельгія            | 1 – 1            | Нідерланди         | товариський матч  | -    | 73'      |
| 6-9-2003   | Роттердам     | Нідерланди         | 3 – 1            | Австрія            | Відбір до ЧЄ 2004 | -    | 46'      |
| 10-9-2003  | Прага         | Чехія              | 3 – 1            | Нідерланди         | Відбір до ЧЄ 2004 | -    | 10', 13' |
| 15-11-2003 | Глазго        | Шотландія          | 1 – 0            | Нідерланди         | Відбір до ЧЄ 2004 | -    | 61'      |
| 19-11-2003 | Амстердам     | Нідерланди         | 6 – 0            | Шотландія          | Відбір до ЧЄ 2004 | -    | 47'      |
| 18-2-2004  | Амстердам     | Нідерланди         | 1 – 0            | США                | товариський матч  | -    | 46'      |
| 31-3-2004  | Роттердам     | Нідерланди         | 0 – 0            | Франція            | товариський матч  | -    |          |
| 1-6-2004   | Лозанна       | Нідерланди         | 3 – 0            | Фарерські острови  | товариський матч  | -    | 46'      |
| 5-6-2004   | Амстердам     | Нідерланди         | 0 – 1            | Ірландія           | товариський матч  | -    | 66'      |
| 15-6-2004  | Порту         | Німеччина          | 1 – 1            | Нідерланди         | ЧЄ 2004           | -    | 46'      |
| 19-6-2004  | Авейру        | Нідерланди         | 2 – 3            | Чехія              | ЧЄ 2004           | -    |          |
| 23-6-2004  | Брага         | Нідерланди         | 3 – 0            | Латвія             | ЧЄ 2004           | -    | 77'      |
| 26-6-2004  | Фару          | Швеція             | 0 – 0 (4-5 п.п.) | Нідерланди         | ЧЄ 2004           | -    | 61'      |
| 30-6-2004  | Лісабон       | Португалія         | 2 – 1            | Нідерланди         | ЧЄ 2004           | -    |          |
| 18-8-2004  | Стокгольм     | Швеція             | 2 – 2            | Нідерланди         | товариський матч  | -    |          |
| 3-9-2004   | Утрехт        | Нідерланди         | 3 – 0            | Ліхтенштейн        | товариський матч  | -    | 46'      |
| 8-9-2004   | Амстердам     | Нідерланди         | 2 – 0            | Чехія              | Відбір до ЧС 2006 | -    |          |
| 9-10-2004  | Скоп'є        | Північна Македонія | 2 – 2            | Нідерланди         | Відбір до ЧС 2006 | -    |          |
| 13-10-2004 | Амстердам     | Нідерланди         | 3 – 1            | Фінляндія          | Відбір до ЧС 2006 | -    |          |
| 12-10-2005 | Амстердам     | Нідерланди         | 0 – 0            | Північна Македонія | Відбір до ЧС 2006 | -    | 64'      |
| Усього     |               | Матчів (18 місце)  | 74               |                    | Голів (62 місце)  | 6    |          |

## Титули і досягнення
- Чемпіон Нідерландів (3):

«Аякс»: 1993–94, 1994–95, 1995–96
- Володар Кубка Нідерландів (2):

«Аякс»: 1992–93, 2006–07
- Володар Суперкубка Нідерландів (3):

«Аякс»: 1993, 1994, 1995
- Чемпіон Італії (3):

«Ювентус»: 1997–98, 2001–02, 2002–03
- Володар Суперкубка Італії (2):

«Ювентус»: 2002, 2003
- Володар Кубка Італії (1):

«Інтернаціонале»: 2004–05
- Володар Кубка УЄФА (1):

«Аякс»: 1991–92
- Переможець Ліги чемпіонів УЄФА (1):

«Аякс»: 1994–95
- Володар Міжконтинентального кубка (1):

«Аякс»: 1995
- Володар Суперкубка УЄФА (1):

«Аякс»: 1995
- Володар Кубка Інтертото (1):

«Ювентус»: 1999
- Бронзовий призер чемпіонату Європи:

 Нідерланди: 2000, 2004